# Rio Miranda Guegue
O Rio Miranda Guegue é um curso de água do arquipélago de São Tomé e Príncipe, localizado no distrito de Caué, ilha de São Tomé. Este curso de água corre para Oeste até encontrar o Rio Ió Grande, de que é afluente.